# 침묵의 파수꾼들

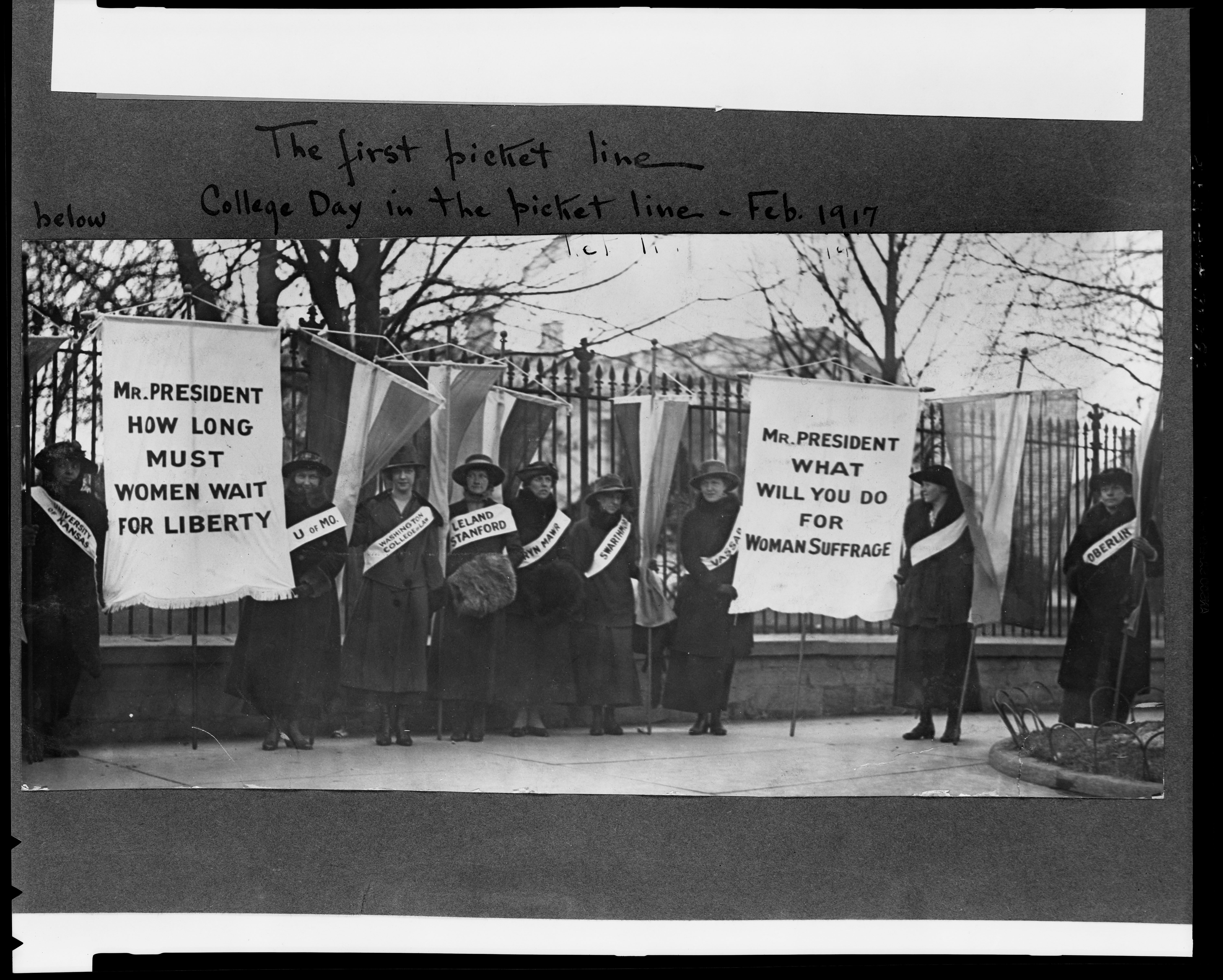
백악관 앞에서 시위하는 침묵의 파수꾼들

침묵의 파수꾼들(영어: Silent Sentinels), 또는 자유의 파수꾼들(Sentinels of Liberty)로도 알려진 이들은 앨리스 폴과 전국여성당이 조직한 2,000명 이상의 미국 여성들로 이루어진 단체이다. 이들은 1917년 1월 10일부터 우드로 윌슨 대통령 재임 기간 동안 백악관 앞에서 비폭력적으로 여성의 선거권을 지지하는 시위를 벌였다. 약 500명이 체포되었고, 168명이 징역형을 살았다. 이들은 백악관 앞에서 시위를 벌인 최초의 단체였다. 이후 이들은 라파예트 광장에서도 시위를 벌였으며, 1919년 6월 4일 미국 수정 헌법 제19조가 미국 하원과 미국 상원에서 모두 통과될 때까지 시위를 멈추지 않았다.
파수꾼들의 시위는 1917년 1월 9일 대통령과의 만남 이후 시작되었는데, 당시 대통령은 여성들에게 "여성 선거권을 위한 여론을 조성하라"고 말했다. 시위자들은 윌슨에게 선거권에 대한 그의 지지 부족을 끊임없이 상기시켰다. 처음에는 시위자들을 용인했지만, 나중에는 교통 방해 혐의로 체포되었다.
침묵의 파수꾼들이라는 이름은 그들의 침묵 시위 때문에 붙여졌으며, 해리엇 스탠턴 블래치가 처음 사용했다. 침묵을 시위 형태로 사용하는 것은 전국적인 참정권 운동과 그들 자신의 다양한 시위 전략 내에서 새로운 원칙적, 전략적, 수사적 전략이었다. 2년 반 동안의 이 감시 기간 동안, 많은 시위 여성들은 괴롭힘, 체포, 그리고 지방 및 미국 당국의 부당한 대우를 받았는데, 1917년 11월 14일 공포의 밤 전후로 가해진 고문과 학대도 포함된다.

## 배경
침묵의 파수꾼들의 시위는 전투적인 여성 참정권 운동 단체인 전국여성당 (NWP)에 의해 조직되었다. NWP는 1913년 앨리스 폴과 루시 번스가 1913년 3월 워싱턴 D.C.에서 NAWSA 여성 참정권 퍼레이드를 조직한 후 여성 참정권을 위한 의회 연합 (CUWS)으로 처음 설립되었다. CUWS는 정의상 여성 참정권에 대해 전투적인 접근 방식을 취하고 보다 온건한 전미 여성 참정권 협회 (NAWSA)에서 분리된 조직이었다. CUWS는 설립자들이 여성당과 합병하여 전국여성당을 형성하기 전까지 3년간만 지속되었다. 전국여성당은 전미 여성 참정권 협회보다 회원이 적었지만(NAWSA의 백만 명에 비해 5만 명), 그들의 전술은 더 많은 관심을 끌었고 더 많은 언론 보도를 얻었다. NWP 회원들은 주로 백악관 시위와 교도소나 작업장에서의 단식투쟁으로 알려져 있다.

## 더 서프러지스트
더 서프러지스트는 전국여성당의 주간 뉴스레터였다. 더 서프러지스트는 침묵의 파수꾼들의 감시 기간 내내 그들의 목소리 역할을 했다. 이 뉴스레터는 파수꾼들의 진행 상황을 다루고 시위자들과의 인터뷰, 우드로 윌슨 대통령의 (무)반응에 대한 보고서, 정치 에세이를 포함했다. 파수꾼들이 수감되어 있는 동안, 몇몇 회원들은 그들의 경험에 대해 글을 썼고, 이 글들은 나중에 더 서프러지스트에 게시되었다. "더 서프러지스트는 대량 배포를 목표로 했지만, 1917년 최고 구독 부수는 2만 부를 조금 넘었다. 대부분의 사본은 당원, 광고주, 지부 본부, NWP 조직자들에게 배포되었으며, 이는 여성 참정권 운동가들 자신이 이 출판물의 주요 독자였다는 것을 강력히 시사한다."

## 배너

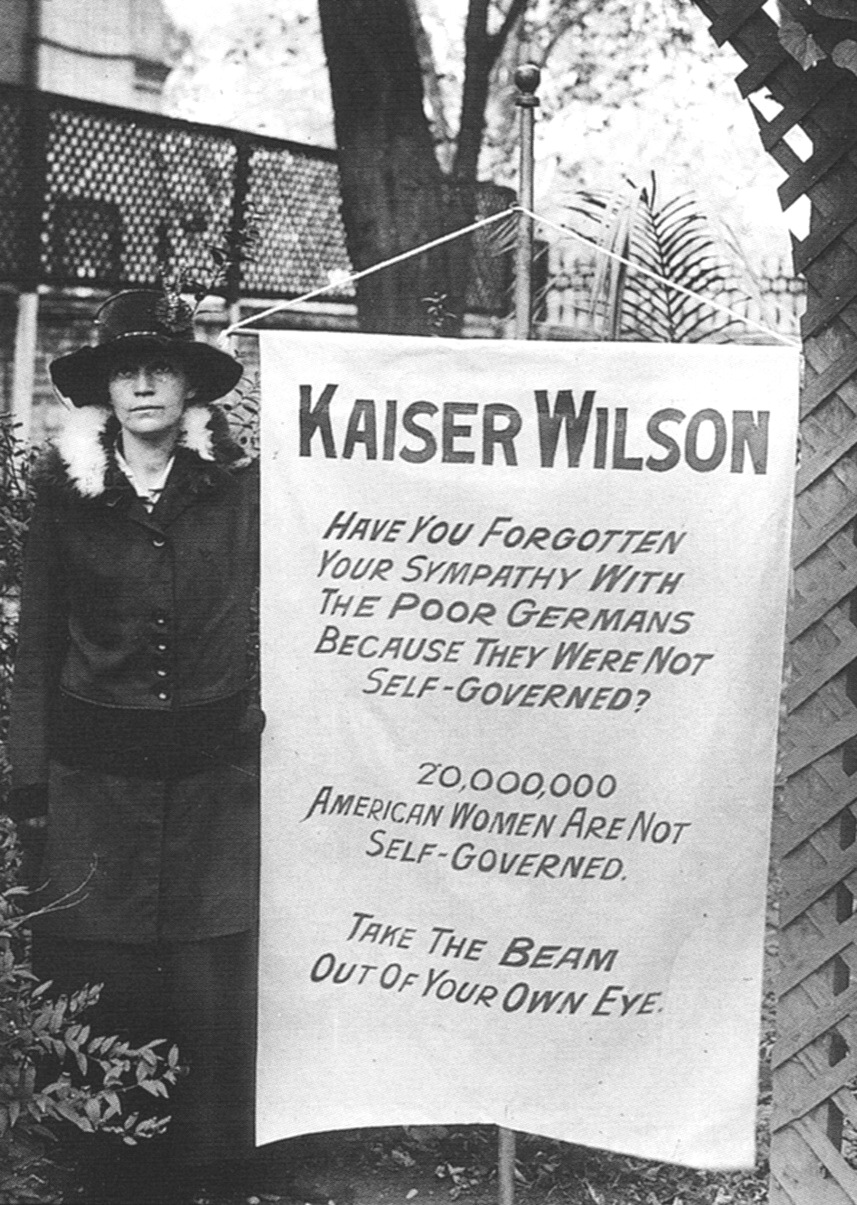
버지니아 아놀드가 1918년에 배너를 들고 있다.

다음은 여성들이 들고 있던 배너의 예시이다.
- "대통령님, 여성들은 얼마 동안 자유를 기다려야 합니까?"[6]
- "대통령님, 여성 참정권을 위해 무엇을 하시겠습니까?"[6]
- "우리는 우리가 항상 가장 소중히 여겨왔던 것들을 위해 싸울 것이다—민주주의를 위해, 권위에 복종하는 사람들이 그들 자신의 정부에서 목소리를 낼 권리를 위해."[10]
- "정복하거나 복종할 때가 왔다. 우리에게는 단 하나의 선택만이 있을 수 있다. 우리는 그것을 선택했다." (윌슨의 또 다른 인용문)
- "카이저 윌슨, 당신은 가난한 독일인들이 스스로 통치하지 못했기 때문에 그들에 대한 동정을 잊었습니까? 2천만 명의 미국 여성들은 스스로 통치하지 못합니다. 당신의 눈에서 들보를 빼내시오." (빌헬름 2세와 윌슨을 비교하고, 위선에 대한 예수의 유명한 인용구를 인용)
- "대통령님, 당신은 자유가 인간 정신의 근본적인 요구라고 말합니다."[6]
- "대통령님, 당신은 우리가 정치적으로 미국에 관심이 있는 것이 인간의 자유 외에는 아무것도 없다고 말합니다."[6]

파수꾼들은 모두 NWP의 색상인 보라색, 흰색, 금색 띠를 둘렀다. 그들의 배너도 보통 이런 색으로 만들어졌다.

## 반응
침묵의 파수꾼들에 대한 대중의 반응은 다양했다.
일부 사람들은 침묵의 파수꾼들이 수행하는 작업을 전적으로 지지했다. 백악관 현장에 있던 남녀들은 파수꾼들에게 따뜻한 음료와 뜨거운 벽돌을 가져다주며 지지를 표했다. 때로는 여성들이 배너를 드는 것을 돕기도 했다. 지지를 표하는 다른 방법으로는 더 서프러지스트에 파수꾼들을 칭찬하는 편지를 쓰거나 돈을 기부하는 것이 있었다.
반면에 일부는 침묵의 파수꾼들의 시위를 반대했다. 여기에는 일부 온건한 참정권 운동가들도 포함되었다. 예를 들어, 당시 전미 여성 참정권 협회의 지도자였던 캐리 채프먼 캐트는 여성 참정권을 실현하는 가장 좋은 방법은 먼저 개별 주에서 투표권을 얻은 다음, 여성들이 의회에서 참정권 지지 다수를 위해 투표할 수 있게 되는 것이라고 믿었다. 따라서 그녀는 1915년 말까지 NWP처럼 여성 참정권을 부여하는 국가적 수정안을 옹호하는 것을 반대했다. 전미 여성 참정권 협회 회원들은 시위가 남성 유권자들의 반발을 불러일으킬 것을 우려했다.
반참정권 운동가들도 침묵의 파수꾼들의 시위를 반대했다. 폭도들은 때때로 폭력을 통해 침묵의 파수꾼들을 저지하려고 시도했다 (이는 미국이 제1차 세계 대전에 참전한 후 증가했다). 예를 들어, 일부는 침묵의 파수꾼들을 공격하고 그들의 배너를 갈기갈기 찢었다. 이는 특히 우드로 윌슨을 "카이저 윌슨"이라고 부르는 배너와 같이 더 도발적인 배너에서 발생했다.
처음에는 윌슨 대통령이 여성들의 시위에 대해 그다지 반응하지 않았다. 때로는 심지어 재미있어하며 모자를 벗고 미소를 짓기도 했다. 한때 윌슨이 그들을 커피 마시러 초대했지만, 여성들은 거절했다고 한다. 다른 때에는 재선 취임식 날 파수꾼들이 시위할 때처럼 시위를 완전히 무시하기도 했다. 파수꾼들이 계속 시위하면서 문제는 커졌고 윌슨의 의견도 바뀌기 시작했다. 그는 침묵의 파수꾼들을 계속 싫어했지만, 그들을 자신에게 심각한 문제를 제시하는 단체로 인식하기 시작했다.

## 오코콴 워크하우스와 공포의 밤

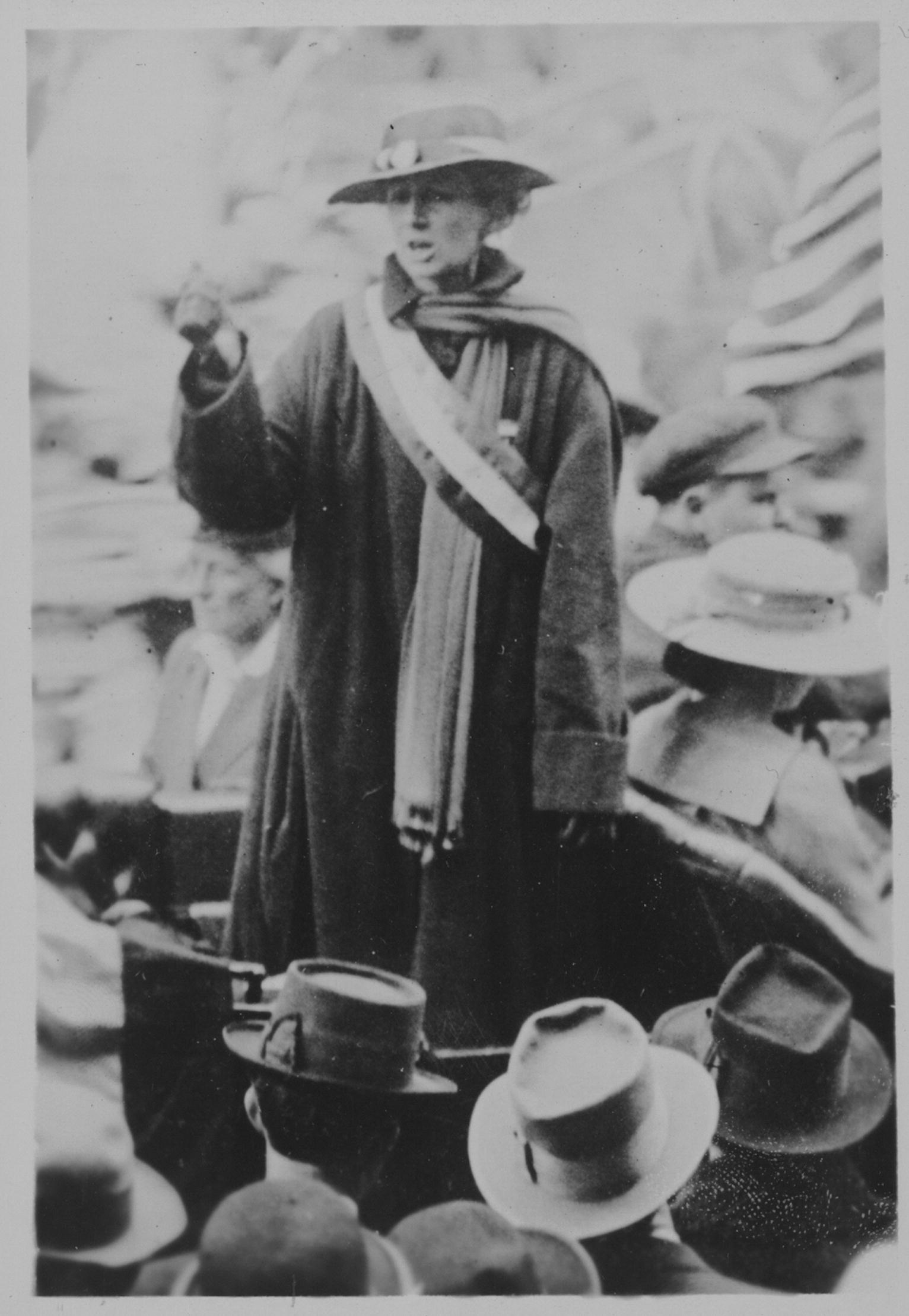
NWP 델라웨어 지부 회장이자 전국 집행 위원회 위원인 플로렌스 베이아드 힐스는 1917년 7월 13일 백악관 앞에서 시위하다 체포되어 오코콴 워크하우스에서 60일 형을 선고받았다. 그녀는 복역 3일 만에 윌슨 대통령에게 사면되었다.

1917년 6월 22일, 경찰은 시위자 루시 번스와 캐서린 모리를 교통 방해 혐의로 체포했는데, 그들이 윌슨의 의회 연설을 인용한 배너를 들고 있었기 때문이다. "우리는 우리가 항상 가장 소중히 여겨왔던 것들을 위해 싸울 것이다—민주주의를 위해, 권위에 복종하는 사람들이 그들 자신의 정부에서 목소리를 낼 권리를 위해." 6월 25일에는 메이블 버논과 델라웨어 출신의 애니 아르니엘을 포함한 12명의 여성들이 다시 교통 방해 혐의로 체포되었다. 그들은 3일간의 징역형 또는 10달러 벌금형을 선고받았다. 그들은 자신들의 대의에 대한 헌신과 육체적 희생에 대한 의지를 보여주기 위해 징역형을 택했다. 7월 14일, 마틸다 홀 가드너, 플로렌스 베이아드 힐스, 앨리슨 턴불 홉킨스, 엘리자베스 셀든 로저스 (정치적으로 강력한 볼드윈, 호어 & 셔먼 가문 출신)를 포함한 16명의 여성들이 체포되어 60일간의 징역형 또는 25달러 벌금형을 선고받았다. 다시 여성들은 징역형을 택했다. 루시 번스는 여성들이 정치범으로 대우받아야 한다고 주장했지만, 그런 명칭은 미국에서 사용된 적이 없었다.
체포된 여성의 수가 컬럼비아 특별구 감옥의 수용 능력을 초과하자 수감자들은 버지니아의 오코콴 워크하우스 (현재 로턴 교정 복합 단지)로 이송되었다. 그곳에 도착하자 그들은 옷을 제외한 모든 것을 포기하라는 요구를 받았다. 그리고 나서 그들은 샤워실로 끌려가 옷을 벗고 목욕하라는 명령을 받았다. 작업장 전체에서 사용할 수 있는 비누는 단 하나뿐이었기 때문에 모든 참정권 운동가들은 사용을 거부했다. 그 후 그들은 헐렁하고 더러우며 불편한 죄수복을 받고 저녁 식사를 했다. 저녁 식사가 너무 시고 맛이 없어서 거의 먹을 수 없었다.
구치소와 오코콴 작업장의 환경은 매우 비위생적이고 불안전했다. 수감자들은 매독 환자들과 감방과 많은 다른 물건들을 공유해야 했고, 그들의 음식에서 벌레가 자주 발견되었다.
격렬한 논쟁 끝에, 하원은 1917년 9월 여성 참정권 문제를 다루는 위원회를 설립했다. 매사추세츠주 대표 조지프 월시는 "강철 턱을 가진 천사들의 잔소리에 하원이 굴복하고 있다"고 생각하며 위원회 설립에 반대했다. 그는 침묵의 파수꾼들을 "짧은 치마와 짧은 머리를 한 혼란스럽고 기만당한 존재들"이라고 지칭했다. 9월 14일, 저넷 랭킨 의원은 미국 상원 여성 참정권 특별 위원회 위원장을 맡아 작업장의 활동가들을 방문했고, 다음 날 위원회는 참정권 수정안 법안을 상원에 보냈다.
참정권 운동가들이 계속 시위하자, 징역 기간은 길어졌다. 마침내 1917년 10월 20일, 경찰은 앨리스 폴을 체포했는데, 그녀는 윌슨의 말을 인용한 배너를 들고 있었다. "정복하거나 복종할 때가 왔다. 우리에게는 단 하나의 선택만이 있을 수 있다. 우리는 그것을 선택했다." 그녀는 7개월 징역형을 선고받았다. 폴과 다른 사람들은 구치소로 보내졌고, 다른 많은 사람들은 다시 오코콴 작업장으로 보내졌다. 폴은 2주 동안 독방 감금되었고, 빵과 물 외에는 아무것도 먹지 못했다. 그녀는 약해져 걸을 수 없게 되자 교도소 병원으로 이송되었다. 그곳에서 그녀는 단식투쟁을 시작했고, 다른 사람들도 동참했다.
단식 투쟁에 대한 대응으로, 교도소 의사들은 여성들의 목에 튜브를 넣어 강제로 음식을 먹였다. 그들은 생계란을 우유와 섞는 등 가능한 한 많은 단백질이 함유된 물질을 강제로 먹였다. 많은 여성들이 위가 단백질을 감당하지 못해 구토를 했다. 한 의사는 앨리스 폴이 "잔 다르크와 같은 정신을 가졌으며, 그것을 바꾸려 노력하는 것은 소용없다. 그녀는 죽을지언정 결코 포기하지 않을 것이다"라고 보고했다.
많은 파수꾼들이 11월 10일에 참정권 운동가들의 강제 급식에 항의했고, 이들 중 약 31명이 체포되어 오코콴 작업장으로 보내졌다. 1917년 11월 14일 밤, "공포의 밤"으로 알려진 이날, 오코콴 작업장의 소장 W.H. 휘태커는 거의 40명의 경비원들에게 참정권 운동가들을 잔인하게 다루라고 명령했다. 그들은 루시 번스를 때리고 그녀의 손을 머리 위 감방 철창에 묶은 다음 밤새도록 그곳에 두었다. 그들은 도라 루이스를 어두운 감방에 던져넣고 그녀의 머리를 철 침대에 부딪혀 기절시켰다. 루이스가 죽었다고 믿었던 그녀의 감방 친구 앨리스 코수는 심장마비를 겪었다. 나중에 가톨릭 노동자 운동을 공동 설립한 도러시 데이는 철 벤치 등받이에 반복적으로 부딪혔다. 경비원들은 다른 여성들을 잡고, 끌고, 때리고, 목을 조르고, 꼬집고, 발로 찼다.
신문들은 시위자들의 대우에 대한 기사를 실었다. 이 기사들은 일부 미국인들을 분노하게 하고 참정권 수정안에 대한 더 많은 지지를 얻었다. 11월 27일과 28일, 5주 동안 수감되었던 앨리스 폴을 포함한 모든 시위자들이 석방되었다. 나중에 1918년 3월, 컬럼비아 특별구 항소법원은 6명의 참정권 운동가들의 유죄 판결을 파기했다. 법원은 여성들의 유죄 판결의 근거가 된 송치가 지나치게 모호하다고 판시했다.

## 결정
1918년 1월 9일, 윌슨은 여성 참정권 수정안에 대한 지지를 발표했다. 다음 날, 하원은 수정안을 근소한 차이로 통과시켰지만 상원은 10월까지 논의조차 거부했다. 10월 상원에서 수정안에 대한 투표가 이루어졌을 때, 2표 차이로 부결되었다. 그리고 컬럼비아 특별구 항소법원의 판결에도 불구하고, 1918년 8월 6일 백악관 시위자들의 체포가 다시 시작되었다.
압력을 유지하기 위해 1918년 12월 16일, 시위자들은 백악관 앞에서 횃불을 들고 윌슨의 연설을 불태우기 시작했다. 1919년 2월 9일, 시위자들은 백악관에서 허수아비로 만든 윌슨의 형상을 불태웠다.
다른 한편으로, 폴이 이끄는 전국여성당은 시민들에게 1918년 가을 선거에 출마하는 반참정권 상원의원들에게 반대표를 던지도록 촉구했다. 1918년 선거 이후, 대부분의 의회 의원들은 참정권 지지자가 되었다. 1919년 5월 21일, 하원은 수정안을 통과시켰고, 2주 후인 6월 4일, 상원도 마침내 뒤따랐다. 의회에서의 할 일을 마친 시위자들은 이제 주들이 수정안을 비준하도록 하는 데 집중했다.
수정안은 1920년 8월 26일 공식적으로 비준되었는데, 서른여섯 번째로 비준한 주 테네시주가 비준한 직후였다. 테네시주 의회는 수정안에 반대했지만 어머니가 "사랑하는 아들아, 만세! 참정권에 투표해라. 착한 아이가 되어 캐트 여사가 '비준'에 박차를 가하도록 돕는 것을 잊지 마라"는 전보를 보낸 후 입장을 바꾼 한 의원(해리 T. 번)의 단 한 표 차이로 19차 수정안을 비준했다.

## 대중문화
침묵의 파수꾼들의 감시는 2004년 영화 천사의 투쟁의 핵심적인 부분이었다.

## 같이 보기
- 미국 여성 참정권의 역사
- 참정권 운동가 목록
- 프리즌 스페셜
- 여성 참정권 연표
- 미국 여성 참정권 연표
- 여성 참정권 단체
- 머드 행진, 1907년 런던 참정권 행진
- 여성들의 일요일, 1908년 런던 참정권 행진 및 집회
- 여성 대관식 행진, 1911년 런던 참정권 행진
- 참정권 하이킹, 1912년~1914년 미국
- 여성 참정권 행진, 1913년 워싱턴 D.C. 참정권 행진
- 대순례, 1913년 영국 참정권 행진
- 셀마 몽고메리 행진, 1965년 미국 참정권 행진

## 추가 자료

### 인쇄 서적 출판물
- Basch, F. (2003). Women's Rights and Suffrage In The United States, 1848–1920. Political and Historical Encyclopedia of Women, 443.
- Boyle-Baise, M., & Zevin, J. (2013). FOUR History Mystery: Rediscovering our Past. In Young Citizens of the World (pp. 95–118). Routledge.
- Bozonelis, H. K. (2008). A Look at the Nineteenth Amendment: Women Win the Right to Vote. Enslow Publishers, Inc..
- Cahill, B. (2015). Alice Paul, the National Woman's Party and the Vote: The First Civil Rights Struggle of the 20th Century. McFarland.
- Crocker, R. (2012). Belinda a. Stillion Southard. Militant Citizenship: Rhetorical Strategies of the National Woman's Party, 1913–1920.(Presidential Rhetoric Series, number 21.) College Station: Texas A&M University Press. 2011
- DuBois, E. C. (1999). Feminism and suffrage: The emergence of an independent women's movement in America, 1848–1869. Cornell University Press.
- Durnford, S. L. (2005). " We shall fight for the things we have always held nearest our hearts": Rhetorical strategies in the US woman suffrage movement.
- Florey, K. (2013). Women’s Suffrage Memorabilia: An Illustrated Historical Study. McFarland.
- Gibson, K. L., & Heyse, A. L. (2011). When the woman suffragettes of the National Woman's Party (NWP) picketed the White House from 1917 to 1919, they carried banners that asked President Woodrow Wilson what he would do to support women's democratic rights and if he would endorse their push for suffrage. Silencing the Opposition: How the US Government Suppressed Freedom of Expression During Major Crises, 151.
- Grant, N. P. C. (1914). Women’s Rights: The Struggle Continues (Doctoral dissertation, SUNY New Paltz).
- Gray, S. (2012). Silent Citizenship in Democratic Theory and Practice: The Problems and Power of Silence in Democracy.
- Gray, S. W. (2014). On the Problems and Power of Silence in Democratic Theory and Practice.
- Horning, N. (2018). The Women’s Movement and the Rise of Feminism. Greenhaven Publishing LLC.
- Nord, Jason. (2015). The Silent Sentinels (Liberty and Justice). Equality Press.
- Marsico, Katie. Women's right to vote : America's suffrage movement. New York : Marshall Cavendish Benchmark, 2011.
- Mountjoy, S., & McNeese, T. (2007). The Women's Rights Movement: Moving Toward Equality. Infobase Publishing.
- Roberts, E. L. (2000). Free Speech, Free Press, Free Society. Unfettered Expression: Freedom in American Intellectual Life.
- Slagell, A. R. (2013). Militant Citizenship: Rhetorical Strategies of the National Woman's Party, 1913–1920
- Walton, Mary. (2010). A Women's Crusade: Alice Paul and the Battle for the Ballot. St. Martin's Press.
- Wood, S. V. (1998). Jailed for Freedom: American Women Win the Vote

### 학술지 출판물
- Bosmajian, H. A. (1974). The abrogation of the suffragists' first amendment rights. Western Speech, 38(4), 218–232.
- Callaway, H. (1986). Survival and support: Women's forms of political action. In Caught up in Conflict (pp. 214–230). Palgrave, London.
- Carr, J. (2016). Making Noise, Making News: Suffrage Print Culture and US Modernism by Mary Chapman. American Periodicals: A Journal of History & Criticism, 26(1), 108–111.
- Casey, P. F. (1995). Final Battle, The. Tenn. BJ, 31, 20.
- Chapman, M. (2006). “Are Women People?”: Alice Duer Miller's Poetry and Politics. American Literary History, 18(1), 59–85.
- Collins, K. A. (2012). Representing Injustice: Justice as an Icon of Woman Suffrage. Yale JL & Human., 24, 191.
- Costain, A. N., & Costain, W. D. (2017). Protest Events and Direct Action. The Oxford Handbook of US Women's Social Movement Activism, 398.
- Dolton, P. F. (2015). The Alert Collector: Women's Suffrage Movement. Reference & User Services Quarterly, 54(2), 31–36.
- Kelly, K. F. (2011). Performing prison: Dress, modernity, and the radical suffrage body. Fashion Theory, 15(3), 299–321.
- Kenneally, J. J. (2017). " I Want to Go to Jail": The Woman's Party Reception for President Wilson in Boston, 1919. Historical Journal of Massachusetts, 45(1), 102.
- McMahon, L. (2016). A Woman's Crusade: Alice Paul and the Battle for the Ballot. New Jersey Studies: An Interdisciplinary Journal, 2(1), 243–245.
- Neuman, J. (2017). The Faux Debate in North American Suffrage History. Women's History Review, 26(6), 1013–1020.
- Noble, G. (2012). The rise and fall of the Equal Rights Amendment. History Review, (72), 30.
- Palczewski, C. H. (2016). The 1919 Prison Special: Constituting white women's citizenship. Quarterly Journal of Speech, 102(2), 107–132.
- Southard, B. A. S. (2007). Militancy, power, and identity: The Silent Sentinels as women fighting for political voice. Rhetoric and Public Affairs, 399–417.
- Stillion Southard, B. A. (2008). The National Woman's Party's Militant Campaign for Woman Suffrage: Asserting Citizenship Rights through Political Mimesis (Doctoral dissertation)
- Ware, S. (2012). The Book I Couldn't Write: Alice Paul and the Challenge of Feminist Biography. Journal of Women's History, 24(2), 13–36.
- Ziebarth, M. (1971). MHS Collections: Woman's Rights Movement. Minnesota History, 42(6), 225–230.

### 신문
- "공포의 밤: 투표권을 얻기 위해 구타당하고 고문당한 여성 참정권 운동가들"
- "참정권 운동가들 백악관에서 시위할 것"

### 웹사이트
- Becoming a Detective: Historical Case File #3 – Silent 파수꾼들
- 브린마르 피켓 라인에서 보관됨 2020-05-19 - 웨이백 머신 브린마르 피켓 라인 – 급진주의자와 활동가들]
- 전국여성당의 역사적 개요 | 기사와 에세이 | 시위 여성: 전국여성당 기록 사진 | 디지털 컬렉션 | 미국 의회 도서관 전국여성당의 역사적 개요]
- 100년 전, 다른 여성 권리 행진]
- 피켓 시위와 항의: 수정 헌법 제1조 시험]
- 여성 참정권 무성 연설 « 여성 참정권과 그 너머 보관됨 2020-08-07 - 웨이백 머신 여성 참정권 무성 연설]
- 침묵의 파수꾼들 (바운더리 스톤즈)
- 1917년 모음곡 | 침묵의 파수꾼들과 공포의 밤 | 블랙버드 v17n1 | #갤러리 침묵의 파수꾼들과 공포의 밤]

### 동영상 및 멀티미디어
- 1913년 여성 참정권 퍼레이드 행진 영상 1913년 여성 참정권 퍼레이드 행진 영상]
- 침묵의 파수꾼 "침묵의 파수꾼" (2017) 비디오]
- 클리오 – 환영합니다 "침묵의 파수꾼 여성 참정권 피켓 시위" (1917–1919) 동영상]
- 이 컬렉션에 대하여 | 시위 여성: 전국여성당 기록 사진 | 디지털 컬렉션 | 미국 의회 도서관 시위 여성: 전국여성당 기록 사진]